# Axiocteta flava
Axiocteta flava är en fjärilsart som beskrevs av George Thomas Bethune-Baker 1906. Axiocteta flava ingår i släktet Axiocteta och familjen nattflyn. Inga underarter finns listade i Catalogue of Life.